# André Fevret
Pour les articles homonymes, voir Fevret.
André Fevret, né le 24 octobre 1941 à Troyes et mort dans la même ville le 2 juillet 2006, est un rameur d'aviron français.

## Palmarès

### Championnats du monde
- 1962 à Lucerne
  -  Médaille d'argent en quatre sans barreur[3]

### Championnats d'Europe
- 1963 à Copenhague
  -  Médaille de bronze en quatre sans barreur